# Ezüstgerely díj
Az Ezüstgerely díj a Magyar Testnevelési és Sport Tanács által 1962-ben létrehozott művészeti díj a sport témájában. A díjat először 1963-ban adták át. 2023-tól a páratlan években a fotós és videós alkotásokat, páros években a képző- és alkalmazott művészet munkáit díjazzák.

## Díjazottak
1963
- Fotó: Bánhalmi János (Nagy pillanat)
- Képzőművészet: Erdei Sándor (Az év legkifejezőbb sportkarikatúrája)
- Irodalom: Kárpáti Károly (Az aranyérem két oldala)
- Film: Csőke József (Mai Herkulesek) és Borsodi Ervin (Repülőművészek)

1964
- Fotó: Petrovits László (Ár ellen)
- Képzőművészet: Kékesi László és Gál Ferenc (Páros műkorcsolyázás, 3 Ft névértékű bélyeg)
- Irodalom: Fekete Pál (Orth és társai)
- Film: Csőke József (Sport és technika)

1965
- Fotó: Petrovits László (Trialóg)
- Képzőművészet: Trybek Frigyes (Az ifjúsági vívó világbajnokság jelvénye)
- Irodalom: Nem adták ki.
- Film: Szőnyi János (Érmek és érmesek sorozat: Rejtő Ildikó)

1966
- Fotó: Nem adták ki
- Képzőművészet: Kékesi László (Tornász)
- Irodalom: Kárpáti Rudolf (Karddal a világ körül)
- Film: Kolonits Ilona (Hetenként ötször)

1967
- Fotó:  Hemző Károly (Vízágyú)
- Képzőművészet: Szepes Béla
- Irodalom: Zsolt Róbert (Röplabda ABC)
- Film: Knoll István (A győzelem árnyékában)

1968
- Fotó:  Farkas József (Fortissimo)
- Képzőművészet: Gáll Gyula (Olimpiai gomblyukjelvény)
- Irodalom: Madarász István és Szórádi Zoltán (Támadójáték a kézilabdázásban)
- Film: Csőke József (Torna mesterei)

1969
- Fotó: nem adták ki
- Képzőművészet: Scholz Erik (Labdarúgás olajfestmény)
- Irodalom: Kahlich Endre, Gy. Papp László és Subert Zoltán (Olimpiai játékok (1896-1968))
- Film: Tímár István (Mexikó 68)

1970
- Fotó: Almási László (Fohász)
- Képzőművészet: Szabó Iván (éremsorozat)
- Irodalom: Galla Ferenc (Cselgáncs és önvédelem)
- Film: Knoll István (Öt nap)

1971
- Fotó: Geleta Pál (Ketten a hálóban)
- Képzőművészet: nem adták ki
- Irodalom: nem adták ki
- Film: Fehéri Tamás (Andrea)

1972
- Fotó: Petrovits László
- Képzőművészet: nem adták ki
- Irodalom: Szabó László (A vívás oktatása)
- Film: Máhrer Emil (Hasonlatok)

1973
- Fotó: Farkas József (Tittel drámája)
- Képzőművészet: Fóth Ernő (Súlyemelő olajfestmény)
- Irodalom: Koltai Jenő és dr. Nádori László (Sportképességek fejlesztése)
- Film: Csőke József (Ötkarikás rapszódia)

1974
- Fotó: Kovács Gyula (Göteborgi vívó vb fotósorozat)
- Képzőművészet: Pató Róza (Sportlovas bronzszobor)
- Irodalom: Takács László és munkaközössége (Sport a családban)
- Film: nem adták ki

1976
- Fotó: Szlukovényi Tamás (A súlylökő)
- Képzőművészet: Sugár Gyula (Olimpia, festmény)
- Iparművészet: Zirradics Ilona (5 serleg)
- Irodalom: Antal Zoltán (Világ- és Európa-bajnokságok)
- Film: Knoll István (Szombaton öttől hétig)

1978
- Fotó: Farkas József (Kodes veresége Taróczytól fotó sorozat)
- Képzőművészet: Kirchmayer Károly (Cselgáncs, bronzszobor)
- Iparművészet: Bódás Tamás (Evezős díj)
- Irodalom: Frenkl Róbert (Sportélettan)
- Film: Csőke József (Mozgás, gyerekek!)

1980
- Fotó: Kovács József (Motocross)
- Képzőművészet: Végh András (Autóverseny, festmény)
- Iparművészet: Szentágotai Dezső (5 fémserleg)
- Irodalom: Takács Ferenc (Ép testben)
- Film: Vitray Tamás (Sárosi)

1982
- Fotó: Habik Csaba (Egyensúlytalanság)
- Képzőművészet: Kovács Tamás Vilmos és Kéri László
- Iparművészet: Balatoni Klára
- Irodalom: Ormai László (Korszerű asztaliteniszezés)
- Film: nem adták ki
- Rádióműsor: Feledy Péter és László György (Harmadik félidő)

1984
- Fotó: nem adták ki
- Képzőművészet: Veress László Sándor (A bedobás, olajfestmény) és Riger Tibor (Győzelem, bronzszobor)
- Iparművészet: Oláh Tamás (Forma-I, gobelin)
- Irodalom: Földesiné Szabó Gyöngyi (Magyar olimpikonok önmagukról és a sportról)
- Film: nem adták ki
- Rádióműsor: Kőszegi Gábor és László György (Mit szól hozzá, kedves Gábor?)

1986
- Fotó: Wéber Lajos (Kupaviadal)
- Képzőművészet: Rátkai György (Olimpia szellemében)
- Iparművészet: Bódás Tamás (Súlyemelődíj)
- Irodalom: Kő András (Kardélen, kardhegyen)
- Film: Gyulai István, Kovácsi László és Máhrer Emil: (Változatok (a sakkozásra))
- Rádióműsor: Molnár Dániel, Török László és László György (Szép volt fiúk)

1988
- Fotó: Németh Ferenc (Jégvarázs)
- Képzőművészet: Mihály Gábor (Szalaggyakorlat, bronzszobor)
- Iparművészet: nem adták ki
- Irodalom: Mezey György (Élvonalbeli labdarúgók felkészítése)
- Film: Kovácsi László, Szegő András és Tóth Erika (Milyen ember a sportoló?)
- Rádióműsor: Török László (a 400 méteres vegyesúszás Eb-döntőjének közvetítése)

1990
- Fotó: Németh Ferenc (Dráma a súlyemelőversenyen)
- Képzőművészet: Kiss György (Vitorlások, bronzérem)
- Iparművészet: Zsoffay Róbert (A fedett pályás atlétikai vb arculata)
- Irodalom: Földeák Árpád (Magyar sakktörténet) és Gyárfás Tamás (Sport 89 és Olimpia 1988)
- Rádióműsor: Földy Attila (Ahol mindig van friss virág)

1994
- Fotó: Zádor Péter (Út az eksztázishoz)
- Irodalom: Takács Ferenc (A sport krónikája)
- Film: Tóth Ákos (Aquarázs), Dobor Dezső (A világ nagy futballklubjai, Olimpiai arcképcsarnok)
- Rádióműsor: Novotny Zoltán, Török László, Molnár Dániel, Földy Attila (Az 1992-es Formula–1 magyar nagydíj közvetítése)

1996
- Fotó: Harsányi Péter
- Képzőművészet: Szórádi Zsigmond és Pataki Tibor
- Alkalmazott művészet: Virág Tímea és Kovács Helga
- Irodalom: Spiró György (Valahol megvan) és Pünkösti Árpád (Felhőnyitogató)

1998
- Fotó: ifj. Baranyai Antal
- Sportpublicisztika: Szenczi Tóth Károly

2003
- Fotó: Gárdi Balázs (tornász vb sorozat, Kokó-sorozat)
- Képzőművészet: Seregi József (Női nehézsúly) és Vojnich Erzsébet (Tornaterem)
- Alkalmazott művészet: Szilágyi G. Csaba (DASH-kerekesszék kosárlabdához)
- Irodalom:  Magyarok az olimpiai játékokon 1896-2000
- Film: Sztancsik Tamás (Kemény-legények)

2006
- Fotó: Antalfay László (Murphy háborúja)
- Képzőművészet: König Róbert (három grafika)
- Irodalom: nem adták ki

2011
- Fotó: Szabó Miklós (Labdanyomorítók)
- Képzőművészet: Babos László (Paraolimpia)
- Irodalom: Kő András (Melbourne 1956, A kalapácsvető aratása, Tábori és a többiek, A Grosics )
- Film: Heisz Krisztián

2013
- Fotó: Dvornik Gábor
- Képzőművészet: Tóth Kristóf és Varga Benedek
- Alkalmazott művészet: Csepregi Szabolcs és Erdélyi Tamás
- Irodalom: Hegyi Iván, Dénes Tamás és Lakat T. Károly (Királyok, hercegek, grófok és Válogatott gyűjtemény)

2016
- Fotó: Illyés Tibor
- Képzőművészet: Oláh Katalin
- Alkalmazott művészet: Fenyvesi Márta
- Irodalom: Kilyéni András

2018
- Fotó: Illyés Tibor
- Képzőművészet: nem adták ki
- Alkalmazott művészet: Földes Zoltán (Állítható fekvenyomópad)
- Irodalom: Takács Ferenc (Irodalom és testkultúra)
- Film: Simonyi Balázs (Halálvölgy – portréfilm Lubics Szilvia ultrafutóról)

2020
- Sportfotó: Illyés Tibor
- Képzőművészet: Ambrus Éva (Küzdelem c. festménysorozat)
- Alkalmazott művészet: Dluhopolszky László (Karikatúra sorozat)
- Sportirodalom: Dénes Tamás (A magyar sportújságírás története)
- Film-videó: nem adták ki

2022
- Sportfotó: Szalmás Péter (Karatréning)
- Képzőművészet: Szepessy Béla (Circus Maximus 2020)
- Alkalmazott művészet: nem adták ki
- Sportirodalom: Dávid Sándor, Dobor Dezső (Keleti 100 – „Mert szeretek élni…”)
- Film-videó: Muhi András Pires (Egy mindenkiért)

2023
- Sportfotó: Czeglédi Zsolt, Ruzsa István, Vecseri Ferenc

2024
- Grafika: Bencsik Beáta (No Limit) és Suplicz Gergely (They Always Win) megosztva
- Instaláció: Vígh Violetta (Szurkolóverseny)
- Professzionális fotó: Fekete István Ákos (Falusi hoki Hargita megyében)
- Amatőr fotó: Csillag Péter (Mi kis falunk)